# (170011) Szkody
(170011) Szkody est un astéroïde de la ceinture principale.

## Description
(170011) Szkody est un astéroïde de la ceinture principale. Il fut découvert le 10 octobre 2002 à l'observatoire d'Apache Point par le programme Sloan Digital Sky Survey. Il présente une orbite caractérisée par un demi-grand axe de 2,73 UA, une excentricité de 0,08 et une inclinaison de 5,4° par rapport à l'écliptique.

## Compléments